# Andronic (metge)
Andronic (grec antic: Ἀνδρονίκος, llatí: Andronicus) fou un metge grec esmentat per Galè i Teodor Priscià. Va viure a finals del segle iii aC i al segle ii aC.